# 克里斯蒂安·海因里希 (布蘭登堡-庫爾姆巴赫)
克里斯蒂安·海因里希（德語：Christian Heinrich，1661年7月29日—1708年4月5日）是格奧爾格·阿爾布雷希特之子，屬於霍亨索倫王朝旁系成員。

## 家庭
1687年，克里斯蒂安·海因里希與沃爾夫施泰因的索菲·克莉絲蒂安結婚，兩人共有4子2女：
1. 格奧爾格·腓特烈·卡爾（1688年—1735年），拜律特藩侯
2. 阿爾布雷希特·沃夫岡（英语：Albert Wolfgang of Brandenburg-Bayreuth）（1689年—1734年）
3. 索菲·瑪格達列妮（1700年—1770年），丹麥王后
4. 腓特烈·恩斯特（英语：Frederick Ernest of Brandenburg-Kulmbach）（1703年—1762年）
5. 索菲·卡羅琳（1705年—1764年）
6. 腓特烈·克里斯蒂安（1708年—1769年），拜律特藩侯